# Ružínsky viadukt
Ružínsky viadukt – most kolejowy na zbiorniku wodnym Malá Lodina, zwanym też Ružín II (rzeka Hornad) we wschodniej Słowacji, na linii z Żyliny do Koszyc, w pobliżu miejscowości Margecany (powiat Gelnica), pomiędzy przystankiem Ružín zastávka, a stacją Malá Lodina, w kilometrze 125,541 linii ŽSR nr 180. Obiekt powstał w latach 1952–1955.

## Historia
W początku lat 50. XX wieku rosnąca współpraca gospodarcza pomiędzy Czechosłowacją a ZSRR odzwierciedlała się we wzroście transportu kolejowego pomiędzy tymi krajami.  Jednotorowa linia z Żyliny do Koszyc nie mogła zaspokoić rosnących wymagań transportowych, w związku z czym władze zdecydowały o budowie nowej dwutorowej linii kolejowej na odcinku Čierna nad Tisou – Koszyce – Żylina (tzw. Linia Przyjaźni). Odcinek Kysak – Margecany uzyskał nowy przebieg i trzy nowe tunele. Ponadto planowano budowę zapory wodnej na rzece Hornad wraz z mostem.

## Konstrukcja
Trasa kolejowa poprowadzona jest przez most na wysokości 40 metrów nad lustrem wody, co czyni Ružínsky viadukt najwyższym mostem kolejowym Słowacji. Obiekt ma osobną konstrukcję dla każdego toru. Poszczególne cztery przęsła osadzona na trzech filarach mają rozpiętość 69 metrów (całość ma długość 280 metrów). Łączna waga konstrukcji stalowej wynosi 2800 ton. Betonowe podpory i filary mają okładzinę kamienną z andezytu.
W pobliżu mostu znajduje się tunel Ružín o długości 131 metrów.
Most jest popularnym celem fotografii kolejowej wykonywanej przez miłośników kolei.